# Abraxas urgandata
Abraxas urgandata là một loài bướm đêm trong họ Geometridae.